# Stanisława Tomczyk
Stanisława Tomczyk foi uma médium espiritualista polonesa no início do século XX. 

## Carreira

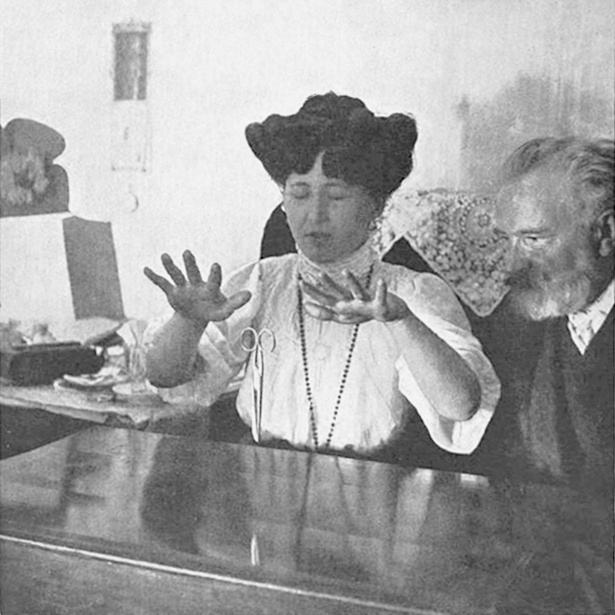
Tomczyk, em transe, levita uma tesoura enquanto o psicólogo Julian Ochorowicz observa. Wisła, Polônia, 1909.

Stanisława Tomczyk foi objeto de experimentos realizados em 1908–9 em Wisła, no sul da Polônia, pelo psicólogo polonês Julian Ochorowicz. Segundo informações, ele a hipnotizava regularmente para fins terapêuticos, e ela alegava ser controlada por uma entidade, "Pequena Stasia" ("Stasia" diminutivo do prenome de Tomczyk, "Stanisława"), que disse que não era o espírito de nenhuma pessoa morta. Tomczyk afirmou que podia levitar objetos sem contato, parar o movimento de um relógio em uma caixa de vidro e influenciar a rotação de uma roleta. Em 1909, um dos estudos foi frequentado por Marie Curie, que acreditava que uma fraude havia sido detectada, mas, mesmo cética, apoiava a legitimidade dessas pesquisas.
Aos vinte anos, Tomczyk foi presa durante um tumulto e encarcerada por dez dias. Diz-se que a experiência causou histeria e dissociação mental.
 

Na Grã-Bretanha, entre 2 de junho e 13 de julho de 1914, Tomczyk foi testada em onze sessões pela Society for Psychical Research. O comitê de investigação incluía o engenheiro elétrico Mark Barr, V. J. Woolley, W. W. Baggally e Everard Feilding. Os experimentos informais reconhecidamente não sujeitos a controle rígido obtiveram "resultados inconclusivos". A demonstração mais marcante foi a levitação momentânea de uma bola de celuloide cerca de 15 cm acima de uma mesa, com as mãos a cerca de 30 cm de distância.

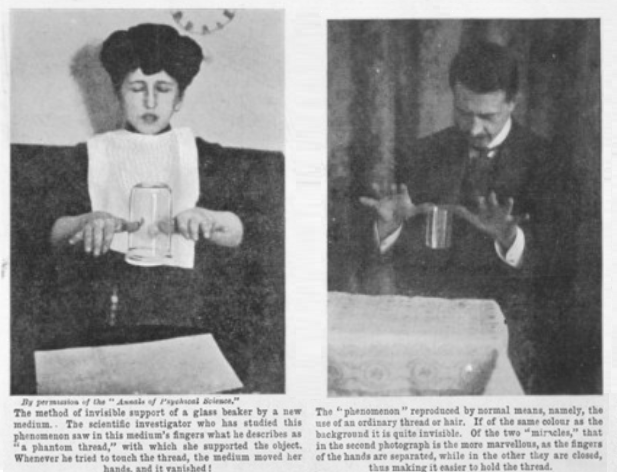
Tomczyk (à esquerda) e o mágico William Marriott (à direita), que duplicou por meios naturais o truque de Tomczyk de levitar um copo de vidro

Os cientistas suspeitavam que a telecinesia que Tomczyk realizava envolvia o uso de um fio ou cabelo fino, correndo entre as mãos para levantar e suspender os objetos no ar. Isso foi confirmado quando pesquisadores psíquicos que testaram Tomczyk ocasionalmente observaram a linha.
Em uma ocasião, Ochorowicz viu um fio preto entre as mãos e, em várias fotografias tiradas por ele e pelos investigadores posteriores, às vezes era visível uma linha.
A levitação de Tomczyk de um copo de vidro foi exposta e replicada em 1910 pelo mágico William S. Marriott por meio de um fio oculto.

## Vida pessoal
Em 1919, Tomczyk se casou com o pesquisador psíquico Everard Feilding, secretário da Sociedade de Pesquisa Psíquica.